# 13
13（十三、じゅうさん、とおあまりみつ）は自然数、また整数において、12の次で14の前の数である。英語では thirteen（サーティン、サーティーン）と表記される。西洋を中心に「13 = 忌み数」という認識が強いことから、様々な効果を狙って作品のタイトルなどに使用されることも多い。なお、英語の序数詞では 13th (thirteenth) と表記される。19 (nineteen) まで続く英語の語尾 “-teen”（ティーン）の始まりとなる。ラテン語での表記は tredecim （トレーデキム）。

## 性質
- 13は6番目の素数である。1つ前は11、次は17。
  - 約数の和は14。
- ソフィー・ジェルマン素数でも安全素数でもない最小の素数である。
- ガウス素数でもアイゼンシュタイン素数でもない最小の素数である。
- 最小の完全数番目の素数である。次は107。
- 11と13は3番目の双子素数である。1つ前は (5, 7)、次は (17, 19)。
- 7と13は2番目のセクシー素数である。1つ前は (5, 11)、次は (11, 17)。
- (5, 7, 11, 13) 、(11, 13, 17, 19) はそれぞれ1番目、2番目の四つ子素数である。次は (101, 103, 107, 109)。
- p = 13 のときの 2p − 1 で表される 213 − 1 = 8191 は5番目のメルセンヌ素数である。1つ前は7、次は17。
  - なお、2p − 1 が素数であるためには p もまた素数でなければならない。
- 7番目のフィボナッチ数である。1つ前は8、次は21。
  - 4番目のフィボナッチ素数である。1つ前は5、次は89。
- 6番目のトリボナッチ数である。1つ前は7、次は24。
  - トリボナッチ数が素数になる3番目の数である。1つ前は7、次は149。
- 13# + 1 = 2 × 3 × 5 × 7 × 11 × 13 + 1 = 30031 = 59 × 509
  - n# + 1 の形で合成数を生む最小の n である（n# は素数階乗、つまり n 以下の素数の総乗）。
- 1/13 = 0.076923… (下線部は循環節で長さは6)
  - 逆数が循環小数になる数で循環節が6になる2番目の数である。1つ前は7、は14。
  - 13は素数であるが999999の約数なので、1/13 は巡回数にならない。
    - 巡回数にならない5番目の素数である。1つ前は11、次は31。(オンライン整数列大辞典の数列 A186641)

  - 13と14は逆数が同じ循環節の長さになる。2連続で同じ循環節になる最小の数である。次は77。
    - n 連続で同じ循環節になる最小の数とみたとき次の3連続は2426。
- 10進数表記において桁を入れ替えても素数となる最小のエマープである。(13 ←→ 31) 次は17。
- 1 と 3 を使った最小の素数である。次は31。ただし単独使用を可とするなら1つ前は11。(オンライン整数列大辞典の数列 A020451)
  - 13…3 の形の最小の素数である。次は1333333333333333。(オンライン整数列大辞典の数列 A093671)
  - 1…13 の形の最小の素数である。次は113。(オンライン整数列大辞典の数列 A093011)
- 連続奇数を昇順に並べてできる最小の素数である。次は135791113151719。(オンライン整数列大辞典の数列 A048847)
  - 三角数を昇順に並べてできる最小の素数である。次は136101521。(オンライン整数列大辞典の数列 A158750)
    - 三角数を昇順に並べた数とみたとき1つ前は1、次は136。(オンライン整数列大辞典の数列 A078795)
- 13 = 23 + 5
  - n = 3 のときの 2n + 5 の値とみたとき1つ前は9、次は21。(オンライン整数列大辞典の数列 A168614)
    - 2n + 5 の形の2番目の素数である。1つ前は7、次は37。(オンライン整数列大辞典の数列 A057733)
- 13 = 23 + 22 + 1
  - n = 2 のときの n 3 + n 2 + 1 の値とみたとき1つ前は3、次は37。(オンライン整数列大辞典の数列 A098547)
- 13 = 32 + 4
  - n = 2 のときの 3n + 4 の値とみたとき1つ前は7、次は31。(オンライン整数列大辞典の数列 A168609)
  - 3n + 4 の形の3番目の素数である。1つ前は7、次は31。(オンライン整数列大辞典の数列 A102903)
- 13 = 51 + 8
  - n = 1 のときの 5n + 8 の値とみたとき1つ前は9、次は33。
  - 5n + 8 の形の最小の素数である。次は2524354896707237777317531408904915934954260592348873615264892578133。(オンライン整数列大辞典の数列 A102910)
- 132 = 169 → 961 = 312
  - いかなるN進法で169とか961を表記しても、169及び961は必ず平方数となる。
  - 平方した数を逆順に並べ替えた数も平方数となる2番目の数である。1つ前は12、次は21。(オンライン整数列大辞典の数列 A035123)
  - このような性質をもつ最小の素数である。次は31。
- 132 = 169、142 = 196
  - 連続した整数の平方数の数字が同じ組み合わせになる最小の数である。次は157。(オンライン整数列大辞典の数列 A072841)
  - 連続した整数の平方数の数字が同じ組み合わせになる最小の素数である。次は157。(オンライン整数列大辞典の数列 A175519)
- 13! = 6227020800
- 13 = 30 + 31 + 32
  - a = 3 のときの a 0 + a 1 + a 2 の値とみたとき1つ前は7、次は21。
  - a 0 + a 1 + a 2 の形で表せる2番目のフィボナッチ数である。1つ前は3、次は21。
  - a 0 + a 1 + a 2 の形で表せる3番目の素数である。1つ前は7、次は31。
- 13 = 33 − 1/3 − 1 = 43 + 1/4 + 1
  - n = 3 のときの nn − 1/n − 1 の値とみたとき1つ前は3、次は85。(オンライン整数列大辞典の数列 A023037)
  - 素数 p = 3 のときの p p − 1/p − 1 の値とみたとき1つ前は3、次は781。(オンライン整数列大辞典の数列 A001039)
  - 3の累乗和とみたとき1つ前は4、次は40。
  - 素数 p = 3 のときの p 0 + p 1 + p 2 の値とみたとき1つ前は7、次は31。(オンライン整数列大辞典の数列 A060800)
- 各位の和が13となるハーシャッド数の最小は247、1000までに5個、10000までに36個ある。
- 13, 14, 15 の3連続整数の3辺でできる三角形の面積が整数 (84) となる2番目の組である。1つ前は (3, 4, 5) 、次は (51, 52, 53) 。
- 2番目の六芒星数である。1つ前は1、次は37。
- 各位の平方和が10になる最小の数である。次は31。(オンライン整数列大辞典の数列 A003132)
  - 各位の平方和が n になる最小の数である。1つ前の9は3、次の11は113。(オンライン整数列大辞典の数列 A055016)
- 各位の立方和が28になる最小の数である。次は31。(オンライン整数列大辞典の数列 A055012)
  - 各位の立方和が n になる最小の数である。1つ前の27は3、次の29は113。(オンライン整数列大辞典の数列 A165370)
- 各位の積が3になる2番目の数である。1つ前は3、次は31。(オンライン整数列大辞典の数列 A034050)
  - 各位の積が3になる数で素数になる2番目の数である。1つ前は3、次は31。(オンライン整数列大辞典の数列 A107689)
- 13番目の三角数は91で2桁の最大数になる。いいかえると自然数を1から13まで加えていくと2桁最大数になる。1つ前は3、次は44。(オンライン整数列大辞典の数列 A095863)
- 13 = 3 × 22 + 1
  - 4番目のプロス数である。1つ前は9、次は17。
  - 3番目のプロス素数である。1つ前は5、次は17。
  - 5番目のピアポント素数である。1つ前は7、次は17(オンライン整数列大辞典の数列 A005109)。
- 13 = 22 + 32
  - 異なる2つの素数の平方の和で表せる最小の素数である。次は29 (=22 + 52)。
  - 異なる2つの平方数の和で表せる3番目の数である。1つ前は10、次は17。(オンライン整数列大辞典の数列 A004431)
  - n = 2 のときの n 2 + (n + 1)2 の値とみたとき1つ前は5、次は25。(オンライン整数列大辞典の数列 A001844)
  - n 2 + (n + 1)2 で表せる2番目の素数である。1つ前は5、次は41。(オンライン整数列大辞典の数列 A027862)
- 3番目の中心つき四角数である。1つ前は5、次は25。
- n から始まる n 連続整数の平方和で表せる数である。1つ前は1、次は50。(オンライン整数列大辞典の数列 A050410)
- 13 = 22 + 9
  - n = 2 のときの 2n + 9 の値とみたとき1つ前は11、次は17。(オンライン整数列大辞典の数列 A188165)
  - 2n + 9 の形の2番目の素数である。1つ前は11、次は17。(オンライン整数列大辞典の数列 A104070)
- 13 = 72 − 62 = (7 + 6) × (7 − 6)
  - n = 7 のときの (n + 6)(n − 6) の値とみたとき1つ前は0、次は28。(オンライン整数列大辞典の数列 A098847)
- 5番目の幸運数の要素である。1つ前は9、次は15。
  - 4番目の幸運数かつフィボナッチ数である。1つ前は3、次は21。
  - 累乗数はもちろん1にもなり得ない3番目の幸運数である。1つ前は7、次は15。
  - 幸運数自身のすべての約数が幸運数になる数としても5番目である。次は21。
- 4番目のマルコフ数である。1つ前は5、次は29。
  - 12 + 52 + 132 = 3 × 1 × 5 × 13
- 13 = 24 − 31 = 28 − 35
  - a > 1 , b > 1 のとき a x − b y = c を成り立たせる自然数 x , y の解を2つもつ7番目の数である。1つ前は10、次は89。(オンライン整数列大辞典の数列 A236211)
- 13 = 24 − 22 + 20
  - n = 2 のときの n 4 − n 2 + 1 の値とみたとき1つ前は1、次は73。(オンライン整数列大辞典の数列 A060886)
- 約数の和が13になる数は1個ある。(9) 約数の和1個で表せる7番目の数である。1つ前は8、次は14。
  - 約数の和が奇数になる4番目の奇数である。1つ前は7、次は15。
- 各位の和が4になる2番目の数である。1つ前は4、次は22。
  - 各位の和が4になる数で素数になる最小の数である。次は31。(オンライン整数列大辞典の数列 A062339)
  - 奇数という条件をつけると各位の和が4になる最小の数である。

## その他 13 に関連すること
- 13 の接頭辞：tredec（拉）、triskaideca または triskaideka（希）
- 13倍をトリーデキュプル (tredecuple) という。
- 英語でパン屋の1ダース (Baker's dozen) は、13 を表す表現。
- 英語では 13 から 19 までの数には語尾に“teen”（ティーン）が付く。そのため、10代の若者を「ティーンズ」「ティーンエイジャー」と呼ぶこともある。また、独語も同様に 13 から 19 までの数には語尾に“zehn”(10) が付く。
- UTC+13は、キリバスの一部やサモア、トンガなどで採用されている標準時である。
- 13時は日本における時刻の24時間表記（24時制）で使用され、午後1時を指す。
- カイコガの幼虫の体節数は13である。
- 13は、E24系列の標準数（寸法を選ぶ際の工業規格による基準値）。
- バーコード規格であるEANの国コード13は、アメリカ合衆国、カナダ。
- EAN規格における「標準バーコード」は13桁の数字で構成される。
- JIS X 0401、ISO 3166-2:JPの都道府県コードの 13 は東京都。すなわち都道府県コードの番号順に都道府県を配列したとき、13番目は東京都。
- トランプの各スートは13枚ずつ。また、13のカードはキング (K)。
- 麻雀の手牌の枚数は通常13枚。また、么九牌は13種類。全て集めると十三么九（国士無双）という役になる。手役の合計が13翻以上で数え役満とするルールもある。ほかにもローカル役満役として十三不塔という役がある。
- 囲碁ではしばしば十三路盤が使われる。
- 日本の刑法では、（2023年まで、性的同意年齢が13歳とされており、13歳未満の児童への性行為は合意の上でも性犯罪と見なされる）現在は16歳に改定されている。実際には淫行条例により18歳未満の児童への性行為が禁止されている場合が多い。
- 日本のテレビ業界では、13週（＝91日≒約3箇月）を1クールと呼ぶ。そのため、ドラマやアニメなどは13話を単位として作られることが多い。
- ボクシングの世界王座連続防衛日本記録は具志堅用高の13度。
- 十三角形
- パネルクイズ アタック25で、中心にあるパネルの番号は13番。最初に正解した解答者はこのパネルを取る。
- 和楽器の箏は通常13本の弦を持つ。

### 13番目のもの

#### 元素・惑星
- 第13族元素をホウ素族元素という。
- 原子番号13の元素は、アルミニウム (Al)。

#### 歴史上の人物
- 第13代天皇は、成務天皇。
- 第13代内閣総理大臣は、桂太郎。
- 通算して第13代の征夷大将軍は、久明親王（鎌倉幕府第8代将軍）。
- 鎌倉幕府第13代執権は、北条基時。
- 室町幕府第13代将軍は、足利義輝。
- 江戸幕府第13代将軍は、徳川家定。
- 大相撲第13代横綱は、鬼面山谷五郎。
- アメリカ合衆国第13代大統領は、ミラード・フィルモア。
- 殷朝第13代帝は、祖乙。
- 周朝第13代王は、平王。
- ルイ13世は、ブルボン朝第2代フランス国王。
- アルフォンソ13世は、ボルボン朝第二次復古における同朝としては9人目のスペイン国王。
- ダライ・ラマ13世は、第13代のダライ・ラマ。
- 第13代ローマ教皇はエレウテルス（在位：175年 - 189年）である。
- グレゴリウス13世は、第226代ローマ教皇。
- レオ13世は、第256代ローマ教皇。

#### その他
- 年始から13日目は1月13日。
- イスラム教のクルアーンにおける第13番目のスーラは雷電である。
- タロットの大アルカナで XIII は、死神。
- 易占の六十四卦で第13番目の卦は、天火同人。
- 13th Generation（第13世代）は、アメリカ合衆国において概ねジェネレーションXに該当する。同国の独立前より20年ごとに世代を区切った場合、「13番目の世代」に該当することから。
- アポロ13号は月への途上にトラブルを起こしたが、奇跡的に地球に生還した。
- X-13は、アメリカの垂直離着陸 (VTOL) 実験機。
- 第十三国立銀行は1877年に鴻池家が開業した国立銀行。後に鴻池銀行に転換、さらに他銀行との合併により三和銀行→現・三菱UFJ銀行となっている。
- 東京港埋立第13号地（13号埋立地） ‐ 東京港港湾計画による埋立地の一つで、東京臨海副都心の一部。お台場とも呼ばれる。
- 音楽
  - 交響曲第13番
  - ピアノソナタ第13番
  - 弦楽四重奏曲第13番
- 憲法、法律の13条
  - アメリカ合衆国憲法修正第13条は同憲法の修正条項で、奴隷制を廃止しまたこれを継続すること、さらに「犯罪を犯した者」を制限のある例外付きとして自発的ではない隷属を禁じている。
  - 日本国憲法第13条は同憲法第3章の条文の1つで、個人の尊重（尊厳）、幸福追求権及び公共の福祉について規定。
  - 日本の刑法第13条は、禁錮について規定している。
  - 日本の民法第13条は、保佐人の権限の範囲（同意を有する行為）等について規定している。
- 東京メトロ副都心線 - 計画当初、営団（現・東京メトロ）13号線。
- 軍隊関連の第13
  - 各国の第13軍
  - 各国の第13師団
  - 各国の第13旅団
  - 大日本帝国陸軍第13方面軍
  - 第13連隊
    - 大日本帝国陸軍歩兵第13連隊
    - 陸上自衛隊
      - 第13普通科連隊
      - 第13特科隊
      - 第13後方支援隊

    - フランス陸軍第13工兵連隊
- 戦艦・潜水艦・戦闘機の第13号
  - 十三号型巡洋戦艦は、起工前に全隻建造中止となった大日本帝国海軍の巡洋戦艦。
  - 伊号第十三潜水艦は、大日本帝国海軍の潜水艦。

### 宗教・風習・文化
- 忌み数: 西洋では 13 が忌み数とされている（『13 (忌み数) 』を参照）。なお、キリスト教圏でも忌み数としない地域が存在する。
  - 上記のことに関連して、日本で使用される駐留軍の車のナンバープレートには、下2桁13の番号は払い出されない（希望番号を除く）。野球のメジャーリーグでは、背番号13はアレックス・ロドリゲスを初めとして中南米出身の選手を中心によく用いられている。
  - 作品のタイトルや作中において、不吉さやダークさ、トリッキーさを象徴する数字として使用されることが多い。また、北欧神話やキリスト教の俗説などから「（13人目の）招かれざる客」という意味合いもある。
  - 日本における忌み数4と9を足すと13になる。上述した十三塚や十三重塔における「13」という数は死者を象徴しているとする説[1] がある一方、これらの存在を以て吉数とする見方もある。
  - 中国の広東語圏では一般的に13は吉数である。これは十三の諧音が「實生」（実るという意）のためである。
  - ヨーロッパの国の中でも、イタリアでは13はラッキーナンバーとなっている。
  - アメリカ合衆国においても建国時の州数が13（独立十三州）であるため、かつては吉数とされていた。同国では国旗の縞の数の他、1ドル紙幣の裏面や国章にも13の数に因んだものが多く見受けられる。
  - 旅客航空機は13列が無いJAL（A350）の席番表（一例）
- ユネスコの世界文化遺産に登録された、レオナルド・ダ・ヴィンチが描いた絵画『最後の晩餐』には13人が描かれている。
- マヤ文明の代表的な長期暦は13バクトゥンを一つのサイクルとしている。また、より小さい暦ではツォルキン暦における係数を13までとするなど、マヤにとって13は特別な数の一つである。
- ユダヤ教において13は聖数とされる。
- 十三仏（十三佛）は、日本で考えられた冥界の審理に関わる13の仏。
  - これに関連した霊場・巡礼行として伊予十三仏霊場、おおさか十三仏霊場、大和十三仏霊場、京都十三仏霊場などがある[2]。
- 十三塚は、日本各地にある民間信仰による土木構造物。
  - 大阪 - 奈良の十三峠および俊徳街道・十三街道の名称はこれに由来する。
- 十三重塔
  - 談山神社（旧・多武峯妙楽寺）にある多重塔で、国の重要文化財に指定されている。現在の塔は1532年（享禄5年）の再建だが、世界で唯一現存する木造十三重塔である[3]。
- 諏訪大社上社の古文献の中で、神社（神名）を十三所にまとめた記述がある。後に中・下の各々十三所が追加され全部で三十九所となるが、本来の最初の十三所を「上の十三所」という。なお、十三は1年の12ヶ月に閏月を足した数とされる[4]。
- 十三箇所巡礼
  - 相模国十三社（巡り）は旧相模国延喜式内社の13社、およびその巡礼行。なお、式内社の数が13の旧令制国としては他に淡路国がある。
  - 信濃国十三社巡りは、旧信濃国の13の神社における巡礼行[5]。
- 神社の名称
  - 十三神社は、和歌山県海草郡紀美野町に鎮座する神社[6][7]。当社および摂社二社の本殿（計三社殿）が国の重要文化財に指定されている。
  - 十三騎神社は、秋田県南秋田郡五城目町に鎮座する神社。
  - 十三社神社は、東京都新島村本村（新島）に鎮座する伊豆諸島最大規模の神社[8]。
  - 十三所社は、山梨県南アルプス市上今諏訪に鎮座する神社。諏訪大社上社の摂末社、上・中・下の十三所社に由来する（上社を模して勧請した）ものと考えられる[9]。
  - 十三戎神社（とみえびすじんじゃ）は、大阪市淀川区十三東に鎮座する神津神社の境内社（摂社）。
- 中尾山 十三寺（なかおさん じゅうそうじ）は、富山県下新川郡入善町舟見にある高野山真言宗の寺院（北陸三十三ヵ所観音霊場の第三十二番）[10]。
- 十三回忌は、没後、12年目の祥月命日。
- 結婚13周年記念日は、レース婚式。
- 旧暦9月13日の月見を十三夜、この夜の月を豆名月または栗名月という。
- サツマイモの売り言葉として、「栗より美味い十三里」がある。「栗」は九里、「より」が四里にかかっており、足すと十三里になる。由来などの詳細は「サツマイモ#文化」を参照。
- くし屋の名称として東京や京都に「十三や」がある。くしの語呂合わせである数字の九四は「苦死」に通じて縁起がよくないため、足して十三としている[11]。
- 京都周辺など関西を中心とした一部地域では、子供が数え年で13歳になると「十三詣り」という祝い事をする。
- 沖縄県では、子供が数え年で13歳になると家族や周囲が「十三祝い」という祝い事をする。生年祝い（トゥシビー）の一つ。

### 13 に関する名称

#### 地名
- 十三湖（じゅうさんこ）は、青森県にある湖。
  - 十三湊は、中世から近世にかけて十三湖周辺にあった湊。湖の西岸に残されている十三湊遺跡に当たる[12]。
  - 道の駅十三湖高原は、国道339号における青森県五所川原市の道の駅。
  - 十三村は、青森県にかつてあった村（1955年の合併により廃止）。
  - 十三は、青森県五所川原市の大字。
- 十三（じゅうそう）は、大阪市北部の淀川区にある地名。→阪急電鉄十三駅
主に十三駅の西側、十三本町一丁目を中心とした繁華街を指す。十三東など周辺の住宅地を含む場合もある。
  - 十三信用金庫は、十三本町に本店を置いていた信用金庫。現在の北おおさか信用金庫。
  - 十三戎神社（とみえびすじんじゃ）は十三東に鎮座する神津神社の境内社（摂社）で、今宮戎神社より勧請されたもの。毎年1月には「十三戎祭」が催されている。
  - 道路の名称として十三筋、十三バイパス、橋の名称として十三大橋、新十三大橋などがある。鉄道関係では十三線も参照。
- 十三日町は、青森県八戸市にある地名。
- 十三塚原は、鹿児島県に広がる台地。
- 十三浜村は、宮城県にかつてあった村（1955年の合併により廃止）、現在の石巻市北上町十三浜。
- 十三峠は、大阪府八尾市と奈良県生駒郡平群町の境にある峠。上述の通り、峠付近に現存する十三塚に由来する。
- 十三本木峠は、岩手県二戸郡一戸町南部の峠。

#### 作品
タイトル
- 『サーティーン あの頃欲しかった愛のこと』は、原題が“Thirteen”のアメリカ映画。
- 『13日の金曜日』は、アメリカのホラー映画。
- 『十三人の刺客』は、1963年と2010年に公開された時代劇日本映画。
- 『レベル・サーティーン』(LEVEL THIRTEEN)は、2006年に公開されたタイのホラー映画。
- 『サーティーン・ボーイ 僕は札束中学生』は、TBS系列で放送されたテレビドラマ。
- 『サーティーン/13 誘拐事件ファイル』(Thirteen) は、イギリスBBCのテレビドラマ。
  - 『 13（サーティーン）』は、フジテレビ系列で放送されたテレビドラマ。上記の日本版リメイク作品。
- 『サーティーン』は、イギリスのロックバンド、ティーンエイジ・ファンクラブの1993年のアルバム。
- 『13』は、イギリスのロックバンド、ブラーの1999年のアルバム。
- 『13』は、アメリカのミュージシャン、ブライアン・セッツァーの2006年のアルバム。
- 『This is Thirteen』は、カナダのヘヴィメタルバンド、アンヴィルの2007年のアルバム。
- 『13（サーティーン）』は、日本のロックバンド、SADSのアルバム。
- 『サーティーン』は、アメリカのヘヴィメタルバンド、メガデスの2011年のアルバム。
- 『13』は、イングランドのヘヴィメタルバンド、ブラック・サバスの2013年のアルバム。
- 『ゴルゴ13』は、さいとう・たかをの劇画およびその主人公。
- 『XIII サーティーン〜大統領を殺した男〜』は日本のゲームソフト。
- 『十三支演義 〜偃月三国伝〜』は日本のゲームソフト。「三国志」をテーマにした恋愛アドベンチャーゲーム。
- 『13階段』は高野和明の長編ミステリー小説、およびこれを題材にした映画作品。
- 『十三番目のアリス』は伏見つかさ著（イラスト：シコルスキー）のライトノベル作品。
- 『パラドックス13』は東野圭吾のSFサバイバル小説。
- 『十三の呪』は三津田信三のホラー小説。
- 『十三回忌』は小島正樹の推理小説。
- 『13歳のハローワーク』は村上龍の書籍。また、これを題材にしたゲームやドラマ作品がある。

作品内に登場
- 「十三妹」は、中国・清代末期に書かれた武侠小説『児女英雄伝』の登場人物、およびこの人物を題材とした作品。
- 「第13独立部隊」は、アニメ『機動戦士ガンダム』に登場する架空の部隊。
- 「13th Racing」は、レースゲーム『リッジレーサーシリーズ』に登場する架空のレーシングカー。
- 「十三鬼将（THIRTEEN DEVILS）」は、レースゲーム『首都高バトルシリーズ』に登場する架空の走り屋チーム。
- 十三騎士団
  - 「聖槍十三騎士団」はアダルトゲーム『Dies irae -Also sprach Zarathustra-』に登場する架空の敵組織（軍団）。
  - 「ローマ正教十三騎士団」は鎌池和馬のライトノベル『とある魔術の禁書目録』及び、これを原作としたアニメ・漫画作品に登場する架空の宗教組織「ローマ正教」内の騎士団。

#### 人名
日本の人名に、十三（「じゅうぞう」など）もしくは一三（「かずみ」「いちぞう」など）がある。
- 伊丹十三（いたみ・じゅうぞう）は『タンポポ』(1985) や『マルサの女』(1987) の映画監督。
- 田中十三（たなか・じゅうぞう）は撮影技師、「日本キネマ撮影所」（双ヶ丘撮影所）を設立した。
- 高橋一三（たかはし・かずみ）は、元プロ野球選手。アニメ『巨人の星』において、主人公星飛雄馬の巨人入団以降におけるピッチングフォームのモデルにもなった。
- 小林一三（こばやし・いちぞう）は阪急電鉄をはじめとする阪急東宝グループ（現・阪急阪神東宝グループ）の創業者として知られる実業家。
- 一三（いちぞう）は日本の俳優・タレント、以前は本名の屋宮一三で活動していた。
- ペンネームとして所十三（ところ・じゅうぞう）、やまさき十三（じゅうぞう、本名に由来）、海野十三（うんの・じゅうざ、または じゅうぞう）などがある。

#### 鉄道関連
- 十三里信号場（旧・十三里駅）は、北海道夕張市紅葉山にある信号場。
- 十三号街駅は、中国遼寧省瀋陽市鉄西区の駅。

#### その他
- 13トリソミーは、13番染色体における染色体異常の一種。
- 横浜ブルク13は、横浜市中区の桜木町駅近くにあるヒューリックみなとみらいの映画館（ティ・ジョイ運営）。開業時点で13スクリーンを持つ。
- 株式会社十三は損害保険事業、不動産開発・管理事業、カーリース事業を行う会社。1980年、日産火災海上保険の専属代理店として創業。
- 十三の窓があり「十三窓席」と俗称される小堀遠州作の茶室「擁翠亭」が、京都市にある。
- 「Afro13」は、佐々木智広が結成した劇団。
- 明の十三陵は、中国・明代の皇帝、后妃の陵墓群。
- 広東十三行は、中国・清代の広州において外国貿易を独占した商人団。
- 十三勢は、中国武術の一つである太極拳の基本武功。
- 十三年戦争は、1454年からの13年間にプロイセン同盟とドイツ騎士団国の間で行われた戦争。
- 十三翼の戦いは、モンゴル帝国の祖チンギス・ハーンとジャムカの戦い。
- 13年ゼミは、アメリカ合衆国東部に生息する周期ゼミ。13年周期で発生し4種存在する。
- 各種のC13

## 十三個一組で数えるもの
- 十三星座：十二星座に蛇使い座を加えた星座。また、占星術において「十三星座占い」が使用されることもある。
- 十三経：易・書・詩・周礼・儀礼・礼記・春秋左氏伝・春秋公羊伝・春秋穀梁伝・論語・孝経・爾雅・孟子
- 日本の自動車十三大メーカー：トヨタ・日産・ホンダ・三菱・マツダ・スバル・スズキ・ダイハツ・光岡・日野・いすゞ・三菱ふそう・UDトラックス

行政区画・植民地
- 13植民地→独立十三州：アメリカ合衆国の独立時の州。それに因んで、アメリカ合衆国の国旗の縞は13本となっている。
- 十三道制：李氏朝鮮の地方行政区画。13道による構成はその後の大韓帝国、日本統治時代にも引き継がれた。

宗派・教派
- 中国十三宗：中国で栄えた仏教における13宗派の総称。
- 十三宗五十六派：宗教団体法施行（1940年）以前で、日本における仏教の成立に大きく関わる大本の宗派。
- 神道十三派：明治時代から1945年の宗教団体法廃止までにおける日本政府公認の神道教派13派。

13人によるもの
- アッシリア十三士：キリスト教信仰強化のため6世紀にメソポタミアからグルジアに派遣された13人の修道士。
- 十三人の合議制：鎌倉時代初期における有力御家人十三人による合議制。
- 吉田13人衆：内閣総理大臣・吉田茂の主力側近グループ13人を指す。

## 符号位置
| 記号 | Unicode | JIS X 0213 | 文字参照         | 名称                          |
| ---- | ------- | ---------- | ---------------- | ----------------------------- |
| ⑬    | U+246C  | 1-13-13    | &#x246C; &#9324; | CIRCLED DIGIT THIRTEEN        |
| ⒀    | U+2480  | -          | &#x2480; &#9344; | PARENTHESIZED DIGIT THIRTEEN  |
| ⒔    | U+2494  | -          | &#x2494; &#9364; | DIGIT THIRTEEN FULL STOP      |
| ⓭    | U+24ED  | 1-12-13    | &#x24ED; &#9453; | DOUBLE CIRCLED DIGIT THIRTEEN |